# 晚宴手套

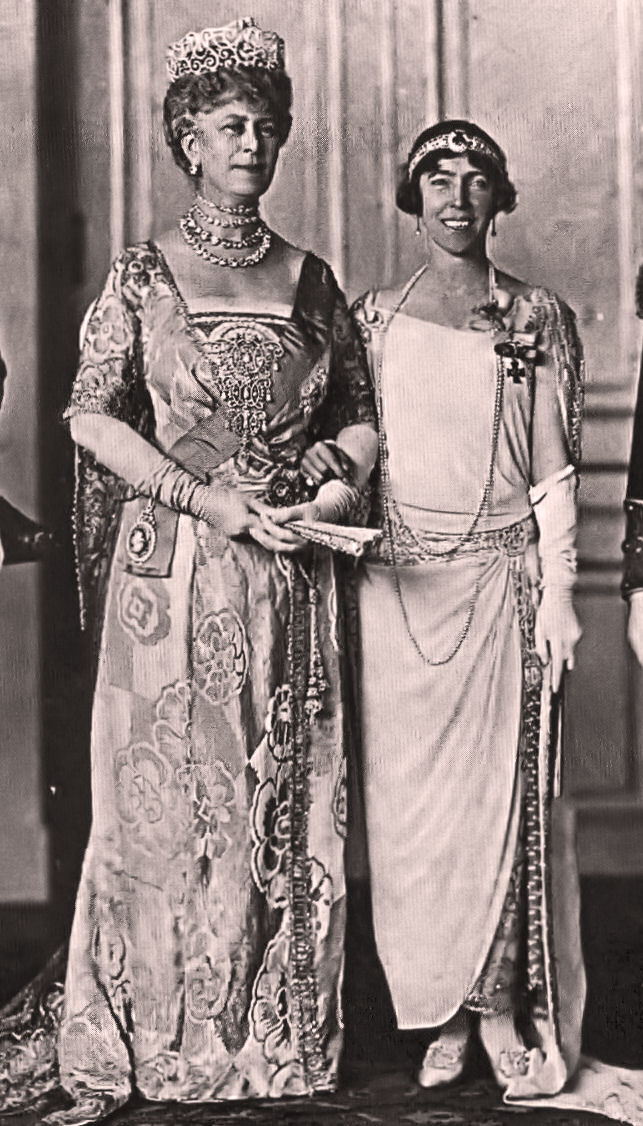
特克的玛丽以及巴伐利亞的伊莉莎白的晚宴手套

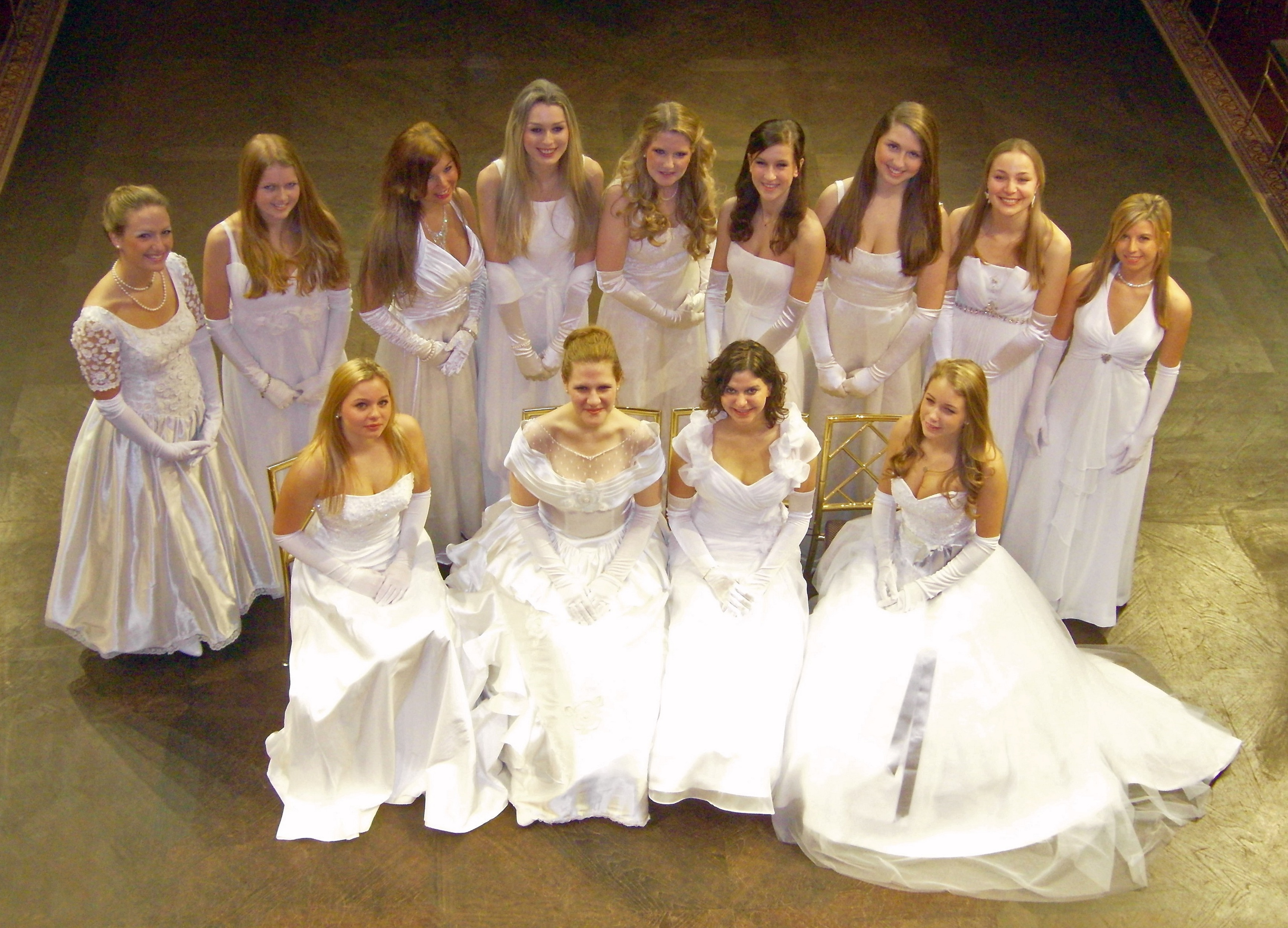
White dress and opera gloves worn by Debutante, 2012

晚宴手套是女性在穿著西式禮服時所佩戴的手套。许多西方禮服都来自于基督教或天主教会宗教儀式的服装。天主教会对宗教儀式有著严格的規定，他們要求信徒减少皮肤暴露。因此在西方世界的官方活动和上层社会中，人们穿短袖或背心時也要搭配長度達到肘部的长手套。

## 手套礼仪
手套禮儀是在任何场合佩戴手套时需要了解的信息。平時不要在未佩戴手套的情况下出现在公共场合。 應當养成平時戴着手套的习惯且它们应该被视为服装中不可或缺的一部分。 握手、跳舞或亲吻时应戴手套，但用餐时则不戴手套。一般而言，袖子越短，則手套越长。因此，歌剧手套适合搭配无袖或短袖的鸡尾酒礼服或无肩带、无袖或短袖的晚礼服。正式活动則需要至少超过肘部长度的手套。 打白领带时不要戴短手套。 白色、象牙色、米色和灰褐色是歌剧手套的传统颜色，几乎适合任何佩戴歌剧手套的场合。黑色歌剧手套不应搭配白色或浅色礼服，只能搭配深色或亮色衣服。 可以在手套上配戴手镯，但不能戴戒指。